# Alejandra García (voleibolista de praia)
Alejandra García (5 de maio de 1982) é uma jogadora de vôlei de praia venezuelana.

## Carreira
Com Frankelina Rodríguez conquistou a medalha de prata nos Jogos Centro-Americanos e do Caribe de 2006 em Cartagena das Índias obtendo a medalha de bronze